# Detlef Griesche
Hans-Detlef Griesche (* 8. Februar 1942 in Salzgitter) ist ein deutscher Politikwissenschaftler und Politiker (SPD, 2011 Bremer und Bremerhavener Wählergemeinschaft). Er war von 1982 bis 1991 Mitglied der Bremischen Bürgerschaft.

## Biografie

### Familie, Ausbildung und Beruf
Detlef Griesche ist der Sohn des Kunstmalers Hans Griesche und von Elisabeth Griesche, geborene Hamel. Nach der Mittleren Reife in Salzgitter absolvierte er von 1958 bis 1960 eine Lehre als Maler und war als danach als Handwerker tätig. Sein Abitur hat er von 1964 bis 1967 auf dem 2. Bildungsweg am Abendgymnasium in Braunschweig erworben. Er hat von 1967 bis 1972 Germanistik und Politik an der Universität Göttingen studiert. Er wurde 2000 an der Universität Bremen zum Dr. rer. pol. promoviert.
Er war ab 1972 als wissenschaftlicher Mitarbeiter an der Universität Bremen tätig, u. a. am Institut für Arbeit und Wirtschaft Bremen (IAW) und am Institut für Projektmanagement und Innovation. Griesche war von 1970 bis 1972 Mitglied im Gründungssenat der Universität Bremen. Seit 2003 führte er Lehraufträge an der Hochschule für Öffentliche Verwaltung Bremen durch.
Griesche wohnt(e) u. a. in Bremen-Hastedt und Oberneuland. Im Jahr 1975 heiratete er Heike Pundsack, mit der einen Sohn (Mirco Ole Gordon) hatte. Später heiratete er ein zweites Mal.

### Politik
Griesche war von 1976 bis 2011 und ist wieder seit 2012 Mitglied der SPD. Er gehörte den Vorständen seines Ortsvereins und des damaligen SPD-Unterbezirks Bremen-Ost an.
Er von 1982 bis 1991 Mitglied der Bremischen Bürgerschaft. Am 1. Januar 1982 rückte er für den verstorbenen Hans Raschen in die Bürgerschaft nach. Der Haushaltspolitiker fand seinen parlamentarischen
Schwerpunkt u. a. in der Deputation für Finanzen. Von 1987 bis 1991 war er Vorsitzender des Rechnungsprüfungsausschusses.
Später wurde er zwischenzeitlich Mitglied der 2011 gegründeten sehr kleinen Bremer und Bremerhavener Wählergemeinschaft (B+B) da die SPD laut Griesche eine „ideologisch verblendete wirtschaftsfeindliche Politik“ betreibe. Die Wählergemeinschaft scheiterte mit 0,9 % bei der Bürgerschaftswahl in Bremen 2011 klar an der 5-%-Hürde und trat 2015 nicht mehr an.

### Weitere Mitgliedschaften
- Vorsitzender der Deutsch-Palästinensischen Gesellschaft Bremen seit 1989.[3][4]
- Seit 2018 Vizepräsident der Deutsch-Palastinensischen-Gesellschaft
- Mitglied im Bundesvorstand der Abteilung Wissenschaft und Forschung der Gewerkschaft ÖTV von 1976 bis 1982
- Mitglied im Kreis-Vorstand der Arbeiterwohlfahrt Bremen von 1980 bis 1990

## Veröffentlichungen
- Die Bremer Hochschulreform und die Presse. Eine Analyse der Berichterstattung 1970/71. In der Reihe: Studien zur Publizistik, Bremer Reihe – Deutsche Presseforschung, Bd. 20, Schünemann-Verlag, Bremen 1974.
- Lage, Bewußtsein und Interessen der Arbeitnehmer im unmittelbaren Öffentlichen Dienst. 2 Bände in der Reihe: Materialien zur Arbeiterbildung. Bremen 1976, Hrsg. von der Kommission für die Durchführung des Kooperationsvertrages Uni-Arbeiterkammer.
- mit H. Conert und Chr. Bruns: Gewerkschaftliche Bildungsarbeit und Interessenvertretung im betrieblichen Alltag. 3 Bände. Hrsg. von der Zentralstelle für die Durchführung des Kooperationsvertrages, Bremen 1979 und Campus Verlag NY / Frankfurt a. M. 1980.
- Die Entwicklung der gewerkschaftlichen Bildungsarbeit. Hg. v. d. Zentralstelle für die Durchführung des Kooperationsvertrages, Bremen 1980.
- zus. mit F. Dörrenberg, H. Meyer (Hrsg.): Gestaltung innovativer Managementaufgaben in der nationalen und internationalen Praxis – Festschrift für Prof. Dr. Dr h.c. S. Dworatschek. Gabler-Verlag, 2001
- Verwaltungsreform und Projektmanagement in Theorie und Praxis. Beispiel Landratsamt 2000. Kellner-Verlag Bremen/Boston 2001.